# Reichsverfassungskampagne

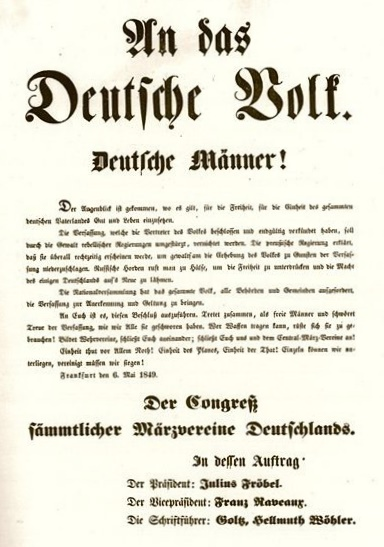
Aufruf des Centralmärzvereins vom 6. Mai 1849

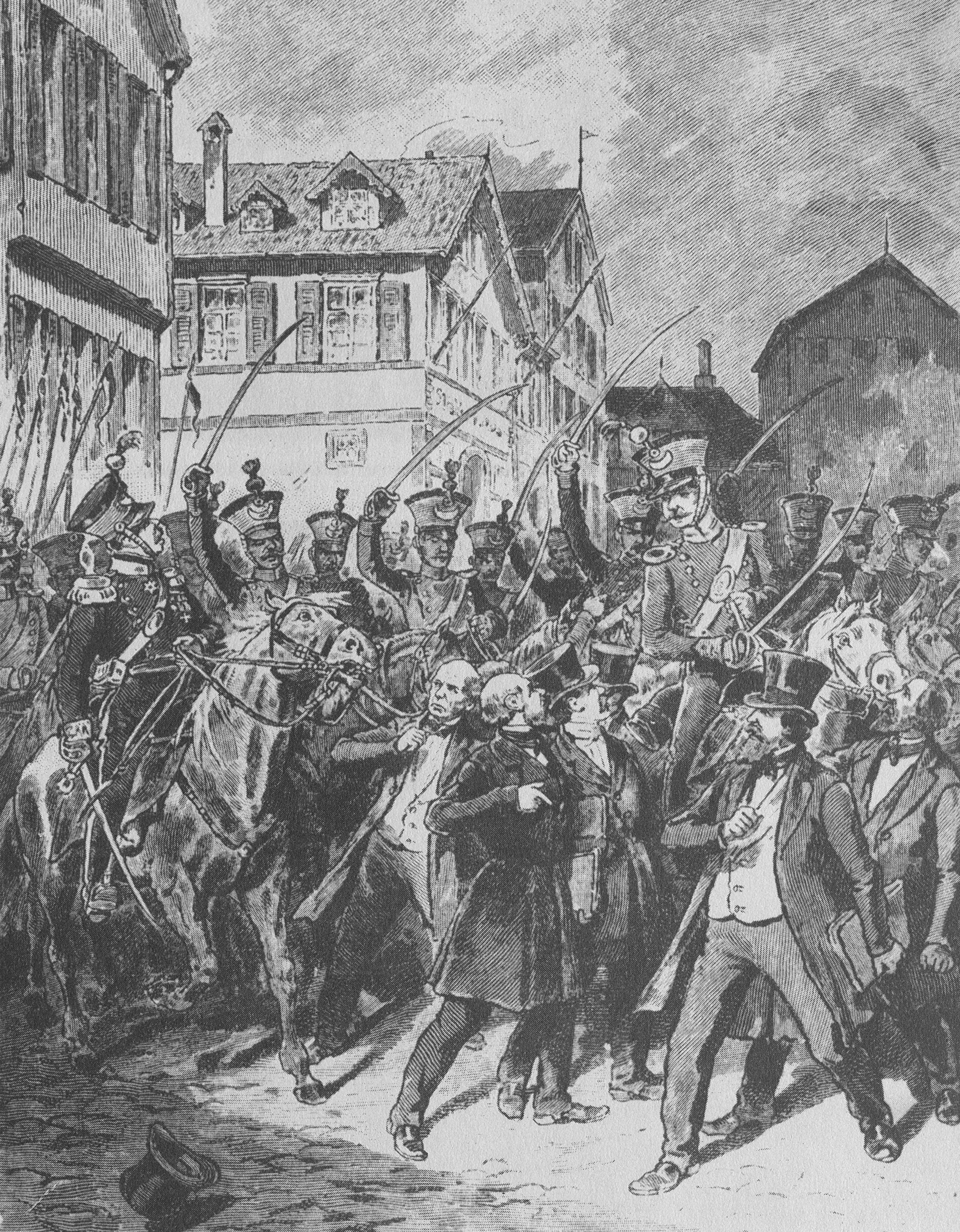
Darstellung zur Auflösung des Rumpfparlaments am 18. Juni 1849 in Stuttgart: württembergische Dragoner treiben die Demonstration der ausgesperrten Abgeordneten auseinander (Buchillustration von 1893)

Die Reichsverfassungskampagne war eine von radikaldemokratischen Politikern angestoßene Initiative während der Deutschen Revolution von 1848/49. Sie mündete in die auch Maiaufstände genannten bürgerkriegsähnlichen Kämpfe in einigen deutschen Staaten.

## Bedeutung
Diese Auseinandersetzungen begannen im Mai 1849 und waren regional von unterschiedlicher Dauer und Widerstandskraft gegen die Konterrevolution geprägt; teilweise hielten sie bis Juli des Jahres an. Sie markieren die Endphase der bürgerlich-nationalstaatlichen Revolution, die ein gutes Jahr zuvor, im März 1848, begonnen hatte.
Die Reichsverfassungskampagne hatte die Anerkennung der vom ersten gesamtdeutschen und demokratisch gewählten Parlament, der Frankfurter Nationalversammlung, ausgearbeiteten Paulskirchenverfassung zum Ziel. Ausgelöst wurde die Kampagne nach der Ablehnung der ihm von der Frankfurter Nationalversammlung angebotenen Kaiserkrone durch den preußischen König Friedrich Wilhelm IV. (vgl. auch Kaiserdeputation) und der Auflösung der Nationalversammlung. Deren übriggebliebene Parlamentarier wichen für wenige Wochen nach Stuttgart, der Hauptstadt des Königreichs Württemberg, ins sogenannte Rumpfparlament aus, bis auch diese Versammlung von württembergischen Truppen gewaltsam aufgelöst wurde. Der Aufruf zur Kampagne war von Georg Friedrich Kolb, Heinrich Arminius Riemann und anderen unterzeichnet worden.
In der Folge dieses Aufrufs kam es zu republikanisch motivierten Aufständen, so zum Beispiel im Königreich Sachsen (Dresdner Maiaufstand), in der damals bayerischen Pfalz (Pfälzischer Aufstand), in den preußischen Provinzen Westfalen (Iserlohner Aufstand von 1849) und Rheinland (Prümer Zeughaussturm und Elberfelder Aufstand Mai 1849) und vor allem im Großherzogtum Baden (vgl. Badische Revolution), wo für kurze Zeit eine Republik ausgerufen wurde.
Mit der militärischen Niederschlagung dieses letzten Aufbäumens der Revolutionäre durch vor allem preußische Truppen endete die Märzrevolution von 1848/1849 in den Staaten des Deutschen Bundes, zuletzt am 23. Juli 1849 mit der Kapitulation der Festung Rastatt, der letzten Bastion der badischen Revolutionäre, vor preußischen Belagerern.